# 邹学校
邹学校（1963年7月24日—），男，汉族，湖南衡阳人，中国蔬菜学专家，中国工程院院士。

## 生平
1979年至1983年，就读湖南农学院蔬菜专业，获学士学位。1983年至1986年，就读湖南农学院园艺系作物遗传育种专业，获硕士学位。
1986年至1988年，湖南省农业科学院园艺研究所蔬菜研究室任研究实习员。1988年，任蔬菜研究所助理研究员。1994年，任副所长。1996年，任所长。1997年至2000年任蔬菜研究所瓜类研究开发中心所长、主任。1998年至2000年任蔬菜研究所所长。
1999年至2002年，就读华中科技大学，获管理科学与工程博士学位。
2000年至2005年，任湖南省农业科学院副院长。2003年至2005年，就读南京农业大学，获蔬菜专业博士学位。2005年，任院长。
2017年当选为中国工程院院士。
2018年12月，任湖南农业大学校长。